# 资源一号卫星
资源一号卫星是一个地球遥感卫星系列，其中部分与巴西合作研制，又称中巴地球资源卫星，另一部分由中华人民共和国独立研制运营。

## 中巴地球资源卫星

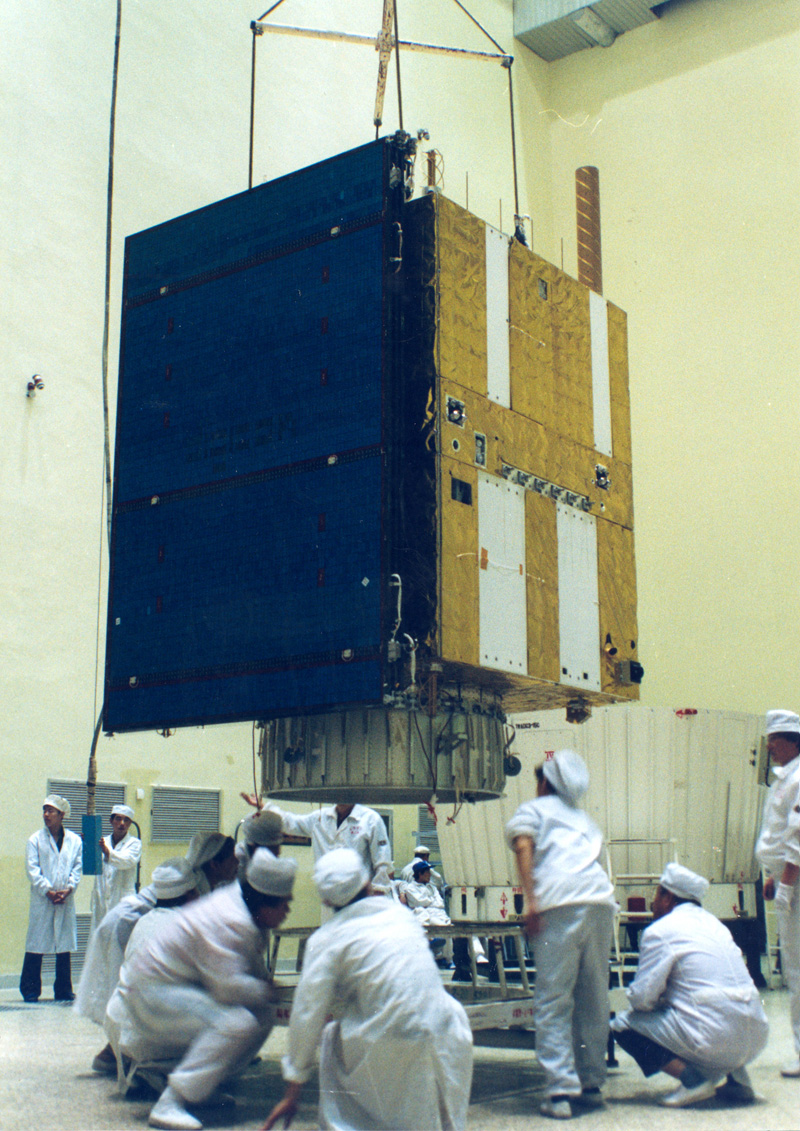
资源一号01星（中巴地球资源卫星01星，1999年）

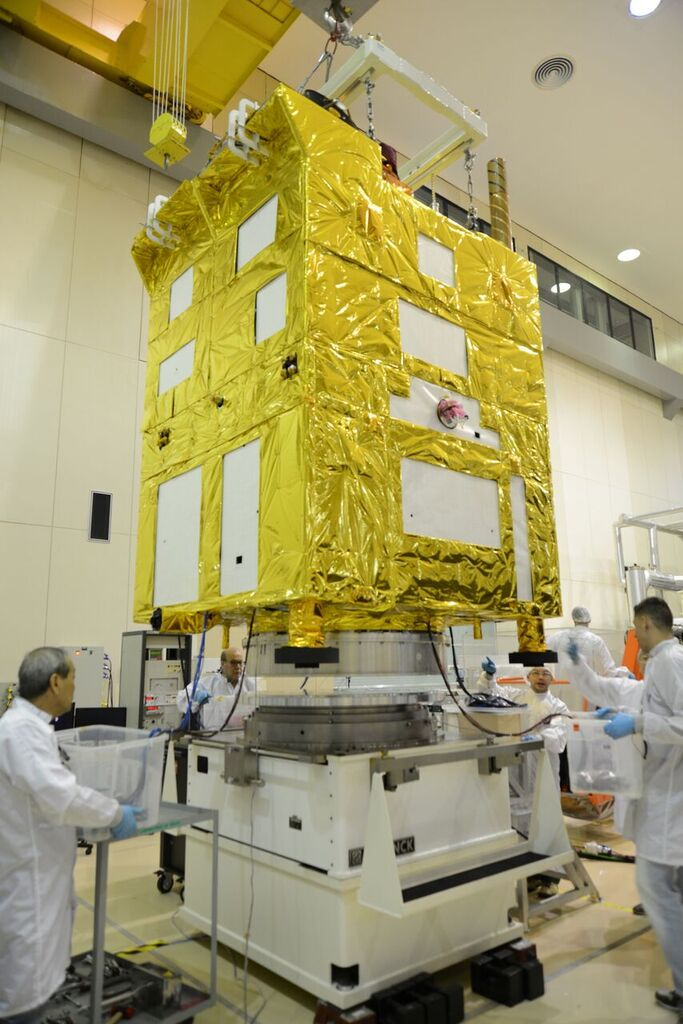
资源一号04A星（中巴地球资源卫星04A星，2019年）

中巴地球资源卫星项目始于1988年中国和巴西在北京签订的《中华人民共和国政府和巴西联邦共和国政府关于核准研制地球资源卫星的议定书》，中方出资70%，出资巴方30%。经过三十多年的发展，中巴地球资源卫星系列已完成了以下六颗卫星的研制与发射：
- 资源一号01星（中巴地球资源卫星01星，1999年）
- 资源一号02星（中巴地球资源卫星02星，2003年）
- 资源一号02B星（中巴地球资源卫星02B星，2007年）
- 资源一号03星（中巴地球资源卫星03星，2013年发射失败）
- 资源一号04星（中巴地球资源卫星04星，2014年）
- 资源一号04A星（中巴地球资源卫星04A星，2019年）

在这些卫星中，中巴地球资源卫星03星在2013年遭遇发射失败，其余均被成功送至预定轨道并正常运行，其中的04与04A星至今仍在工作。

## 资源一号02C星
资源一号02C星于2011年12月22日成功发射，搭载有全色多光谱相机和全色高分辨率相机，主要任务是获取全色和多光谱图像数据，可广泛应用于自然资源调查与监测、防灾减灾、农林水利、生态环境、国家重大工程等领域。
资源一号02C星的载荷包括：
- P/MS多光谱相机（空间分辨率5米/10米）
- HR全色相机（空间分辨率2.36米）

## 资源一号02D星
资源一号02D星（又名“5米光学卫星01星”），于2019年9月12日成功发射，是资源一号02C星的接续星，设计寿命五年。该星配置可见近红外相机和高光谱相机两型载荷，其特点是大幅宽观测和定量化遥感信息获取。
资源一号02D星重1840千克，载荷包括：
- 高光谱相机（空间分辨率30米，幅宽60千米）
- HR全色相机（空间分辨率优于5米，幅宽115千米）

## 资源一号02E星
资源一号02E星（又名“5米光学卫星02星”），于2021年12月26日成功发射，以等相位方式与资源一号02D星组网运行在太阳同步轨道上，设计寿命八年。该星除配置与02D星相同的可见近红外、高光谱相机外，还新增一台空间分辨率为16米、115公里幅宽的推扫式热红外相机，使得该星进一步具备8μm-10μm的热红外探测能力，形成中等空间分辨率、高光谱分辨率、高时间分辨率的综合对地遥感观测能力。
资源一号02E星重2500千克，载荷包括：
- 高光谱相机（空间分辨率30米，幅宽60千米）
- HR全色相机（空间分辨率优于5米，幅宽115千米）
- 热红外相机（空间分辨率16米，幅宽115千米）

## 卫星列表
| 序号 | 卫星                                    | COSPAR ID | 卫星目录序号 | 发射时间（UTC+8）       | 发射地点         | 火箭                            | 轨道         | 状态     |
| ---- | --------------------------------------- | --------- | ------------ | ----------------------- | ---------------- | ------------------------------- | ------------ | -------- |
| 1    | 资源一号01星 （中巴地球资源卫星01星）   | 1999-057A | 25940        | 1999年10月14日 11时15分 | 太原卫星发射中心 | 长征四号乙运载火箭 （遥二）     | 太阳同步轨道 | 停止工作 |
| 2    | 资源一号02星 （中巴地球资源卫星02星）   | 2003-049A | 28057        | 2003年10月21日 11时16分 | 太原卫星发射中心 | 长征四号乙运载火箭 （遥四）     | 太阳同步轨道 | 停止工作 |
| 3    | 资源一号02B星 （中巴地球资源卫星02B星） | 2007-042A | 32062        | 2007年9月19日 11时26分  | 太原卫星发射中心 | 长征四号乙运载火箭 （遥十七）   | 太阳同步轨道 | 停止工作 |
| 4    | 资源一号02C星                           | 2011-079A | 38038        | 2011年12月22日 11时26分 | 太原卫星发射中心 | 长征四号乙运载火箭 （遥十五）   | 太阳同步轨道 | 运行中   |
| 5    | 资源一号03星 （中巴地球资源卫星03星）   | 不適用    | 不適用       | 2013年12月9日 11时26分  | 太原卫星发射中心 | 长征四号乙运载火箭 （遥十）     | 太阳同步轨道 | 发射失败 |
| 6    | 资源一号04星 （中巴地球资源卫星04星）   | 2014-079A | 40336        | 2014年12月7日 11时26分  | 太原卫星发射中心 | 长征四号乙运载火箭 （遥三十二） | 太阳同步轨道 | 运行中   |
| 7    | 资源一号02D星                           | 2019-059A | 44528        | 2019年9月12日 1时26分   | 太原卫星发射中心 | 长征四号乙运载火箭 （遥三十九） | 太阳同步轨道 | 运行中   |
| 8    | 资源一号04A星 （中巴地球资源卫星04A星） | 2019-093E | 44883        | 2019年12月20日 11时22分 | 太原卫星发射中心 | 长征四号乙运载火箭 （遥四十四） | 太阳同步轨道 | 运行中   |
| 9    | 资源一号02E星                           | 2021-131A | 50465        | 2021年12月26日 11时11分 | 太原卫星发射中心 | 长征四号丙运载火箭 （遥三十九） | 太阳同步轨道 | 运行中   |